# クレメンス13世 (ローマ教皇)
クレメンス13世（Clemens XIII, 1693年3月7日 - 1769年2月2日）は、ローマ教皇（在位：1758年7月6日 - 1769年2月2日)、カトリック教会の司祭。本名はカルロ・デッラ・トーレ・レッツォニコ（Carlo della Torre Rezzonico）。

## 生涯
カルロ・レッツニコはヴェネツィアの貴族の家に生まれた。ボローニャでイエズス会学校に学び、1737年に枢機卿にあげられた。教皇庁でのキャリアを積み、1758年7月6日に教皇に選出され、クレメンス13世を名乗った。
温和な性格で知られた彼の治世は、イエズス会を迫害しようとする諸国からの圧力に苦しめられる。フランスの啓蒙主義者たちやスペイン王室、ナポリ＝シチリア王国王室、さらにポルトガル王室までがイエズス会を弾圧していた。
1758年、ポルトガルの改革者ジョゼ1世が側近のポンバル侯と共に、「教皇への贈り物」としてイエズス会員をチヴィタヴェッキアに追放した。教皇が抗議すると、逆にポルトガルは1760年に大使を召還し、教皇庁との断交を宣言した。
フランスでもジャンセニスム主義者（ジャンセニスト）の後押しもあって、反イエズス会の機運が高まっていた。徐々に制約を課していくフランス王室に対し、教皇は教会の権利を侵害するものであると抗議したが、最終的に1764年11月、すべてのイエズス会員がフランスから追放された。
スペインにおいては、1759年に即位したカルロス3世は初め穏健な政策をとっていたが、フランスの情勢をみて、結局1767年4月にイエズス会員を逮捕し追放した。
教皇は1765年1月7日の回勅「アポストリクム・パッシェンディ」（Apostolicum pascendi）でイエズス会を擁護し、1768年にも抗議文を出したが、諸国から黙殺された。
さらにパルマ公国とナポリ＝シチリア王国からもイエズス会員が追放されるにおよんで、ヨーロッパ諸王家と教皇庁の関係は最悪になった。イエズス会擁護を続けてきたクレメンス13世は、列強の要求に屈する形でイエズス会の処遇を討議する会議を召集することになったが、会議を前にして急死した。毒殺説もささやかれたが、実際は脳卒中か心臓発作であったと思われる。
イエズス会は結局、次の教皇であるクレメンス14世が諸国からの圧力に屈し、1773年に解散した。